# HD 77912
HD 77912 — жёлтый сверхгигант в созвездии Рыси. С расстояния 648 световых лет его видимая звёздная величина 4,57. Относительно солнечной системы движется со скоростью 39,6 км/с. Его галактическая орбита лежит на расстоянии от 22 600 до 27 100 световых лет от галактического центра, текущее расстояние 7586 парсек.